# کاکتوس‌های سپیدمو
کاکتوس‌های سپیدمو (نام علمی: Espostoa) نام یک سرده از زیرخانواده کاکتوس‌واریان است.